# Украинская грекокатолическая церковь в СССР

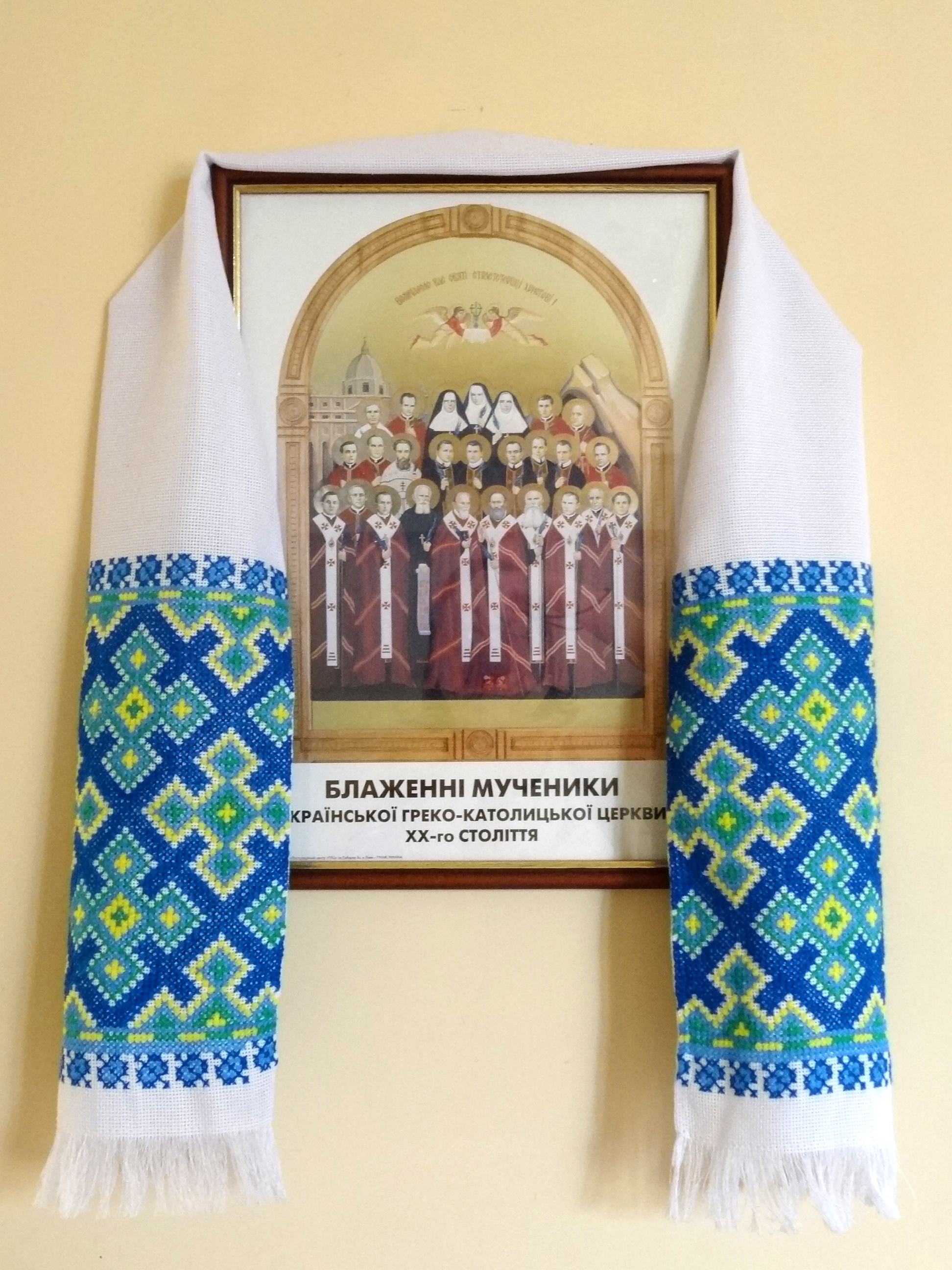
Мученики УГКЦ 20-го в. на картине в храме в Винницы - fot. Ивонна Новицка

## Попытки ликвидации церкви в 1939—1941 годах
Российская империя систематически осуществляла попытки ликвидации Брестской унии ещё во времена раздела Речи Посполитой в XIX веке. Советская власть, не скрывая своих намерений, возобновила эти попытки после присоединения Западной Украины и Западной Белоруссии (территорий, ранее входивших в состав Польши) к СССР в сентябре 1939 года.
Пропагандистское наступление против грекокатолической церкви начал журнал «Коммунист», который 9 октября 1939 года обвинил её структуры в сотрудничестве с «польской буржуазией» и в антисоветской агитации. В то же время было закрыто 20 грекокатолических изданий и начато изъятие религиозной литературы из библиотек и книжных магазинов. Были закрыты семинария и монастырский новициат. 22 октября 1939 избранное на псевдодемократических  выборах Народное собрание Украины проголосовало за декрет о национализации всех грекокатолических строений, включая церкви и монастыри. Функционирование грекокатолических организаций было запрещено, а священники провозглашены «общественно непригодными» и обложены высокими налогами, до 15 тысяч рублей ежегодно. Митрополит лично вел переговоры с Н. С. Хрущёвым по поводу тех обременений, достигнув небольшого ослабления.
Митрополит Андрей Шептицкий издал 9 октября 1939 года пастырское письмо, в котором подчеркнул трудность новой ситуации для церкви и подчеркнул необходимость воспитания детей и молодежи в духе грекокатолической веры. Несколькими месяцами позже он обратился к священникам с просьбой не выступать открыто на стороне какой-либо из политических сил, чтобы избежать дальнейших репрессий. Шептицкий позволил также отправлять служение в частных домах и смягчил принципы отпущения для монахов на пребывание вне монастыря. Однако в действительности темп атеизации общества не отвечал чаяниям сталинской власти и склонил власти к повышению расходов на антирелигиозную кампанию, которая проводилась средствами связи, комсомолом и Союзом воинствующих безбожников. Увеличено было и давление на школы с требованием введения в программы атеистических предметов, а традиционные религиозные праздники были объявлены рабочими днями.
Параллельно с атеистической кампанией также начались попытки внедрения влияния на галицких территориях Русской православной церкви. 17 октября 1939 Пантелеймон Рожновский был назначен епископом Гродненским по поручению проводить миссионерскую деятельность в западных областях Беларуси и Украины. В середине следующего года Николай Ярушевич стал экзархом волынским. 28 октября 1940, несмотря на оппозицию даже православных иерархов, которые предостерегали от трудностей при возможной попытке религиозного поворота, Московский Патриархат отчётливо изъявлял желание ликвидировать грекокатолицизм.
Экспансия Русской православной церкви и атеизации края была прервана началом немецко-советской войны 22 июня 1941 года.

## Возобновление наступления на УГКЦ в 1944—1945 годах

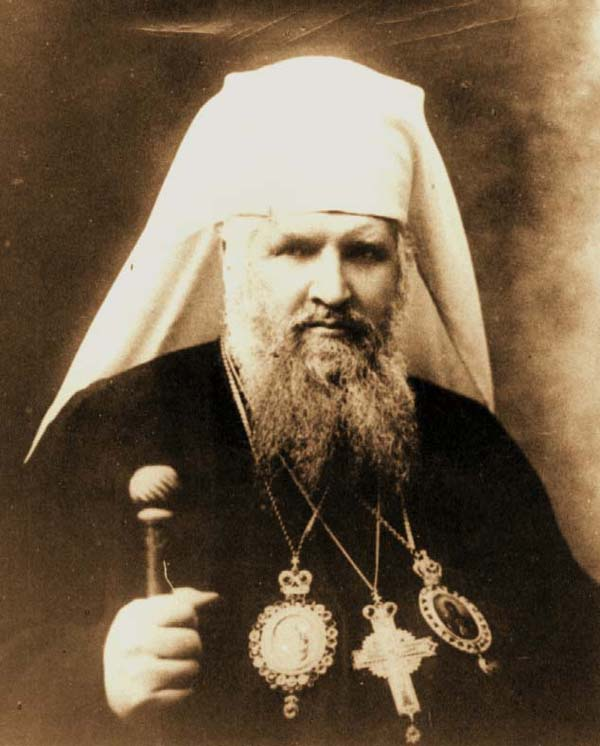
Митрополит Андрей Шептицкий

Летом и осенью 1944 года советская армия заняла Восточную Галицию, а также Закарпатье с грекокатолической епархией в Мукачево-Ужгороде, а вскоре расширила гегемонию и на все прилегающие территории, где жили украинцы-униаты — Ряшивщину, Лемковщину и Пряшевщину. В письме кардинала Тисеранта (март 1944) Шептицкий выражал большие опасения в связи с возвращением СССР. Сначала советская власть не уделяла внимания вопросам атеизации. В частности, было разрешено торжественно похоронить Шептицкого, который умер 1 ноября того же года, и в похоронах приняли участие представители новой власти. Однако уже в апреле 1945 Сталин утвердил план из 10 пунктов, разработанный представителями украинской компартии, который предусматривал ликвидацию Грекокатолической церкви и усиление православных структур на Украине. Возобновились атаки на священников в прессе. Советская пресса критиковала историю и традиции Грекокатолической церкви, а также возобновила обвинения в национализме и организации антисоветского сопротивления. Особенно отличился своими статьями Ярослав Галан, сотрудник журнала «Вільна Україна».
11 апреля 1945 НКВД арестовал митрополита Иосифа Слипого, преемника Шептицкого, а также 4 галицких епископов: Григория Хомишина, Ивана Лятишевского, Никиту Будку и Григория Лакоту. В то время, когда епископы и другие духовные лица, отказавшиеся от перехода в православие, были обвинены в воображаемых политических преступлениях и сосланы в концлагеря (где ни один, кроме митрополита, не выжил), НКВД создал «добровольческое» движение «воссоединения» с Русской православной церковью. Это движение, кроме притворной опоры на священников, добровольно поддержавших объединение, опиралось также на официальную поддержку священников, которых вынуждали к этому, в том числе и пытками. Почти сразу после завершения арестов иерархов Русская православная церковь назначила Михаила Оксюка епископом Львовским и Тернопольским, отчётливо рекомендовав ему скоординировать свои действия с «движением народных масс за объединение Церкви».

### Инициативная группа
28 мая была создана так называемая «Инициативная группа по воссоединению Грекокатолической церкви с Православной», во главе которой стал священник Гавриил Костельник. В этот день было написано два письма. Первое было обращено к правительству советской Украины с просьбой одобрить и признать право группы для проведения «объединительной» кампании. Второе письмо информировал грекокатолическое духовенство о том, что группа была создана «по желанию народных масс» и «не признаёт никакого административного руководства Грекокатолической церкви». 18 июня 1945 Павел Ходченко, республиканский уполномоченный Совета Русской православной церкви, ответил от имени правительства УССР, признавая «Инициативную группу» как единственный временный церковный орган администрации, уполномоченный управлять всеми делами грекокатолических приходов, существующих на территории Западной Украины, и осуществлением воссоединения с Русской православной церковью.
Инициативная группа была уполномочена «согласовывать с правительством все правовые вопросы, связанные с управлением грекокатолическими приходами». Письмо также инструктировало «Инициативную группу» отправлять Ходченко «списки деканов, ректоров и настоятелей, которые отказались признать юрисдикцию Инициативной группы». Письмо Ходченко является единственным официально опубликованным документом, подтверждающим непосредственное участие правительства в процессе уничтожения униатской церкви. Формально, однако, эта акция не согласовывалась даже с положениями советской конституции и существующим законодательством о религии.
Против распоряжения Ходченко запротестовала группа грекокатолических иерархов, которые оставались ещё на свободе, во главе с архимандритом Климентом Шептицким. В письме Вячеславу Молотову они ссылались на существующее в советском праве положения о свободе вероисповедания, указывали на манипулирование фактами из истории Грекокатолической церкви, на которые ссылалась «Инициативная группа», добивались освобождения митрополита Слипого и других заключённых духовных лиц. Одновременно они уверяли, что грекокатолики не намерены проводить антиправительственную деятельность. Однако эти действия не принесли никаких результатов. НКВД и в дальнейшем проводил аресты священников, особенно обращая своё внимание на василиан. К концу июня количество заключённых превысило 200 человек.
«Инициативная группа» продолжала также так называемое «политическое перевоспитание» грекокатоликов. В августе 1945 было распространено 5 тысяч экземпляров брошюры Костельника антипапского характера, которая осуждала Брестскую унию и призывала к переходу в православие. При многих частных встречах со священниками Костельник утверждал, что дело ограничится лишь формальным переходом в Русскую православную церковь, но будет сохранена возможность отправлять обряды без изменений, и только такой выход является лучшим для верующих. Одновременно представители «Инициативной группы» систематически информировали власти о священниках, которые сопротивлялись переходу. Священники, отказавшиеся подписать документ, свидетельствующий об их переходе в православие, были автоматически лишены своих приходов, а некоторые также арестованы. Такое сочетание разных форм давления «Инициативная группа» считала эффективным — в октябре 1945 Костельник оценивал, что к концу года максимум лишь сотня священников будет негативно относиться к «реунификации». Но он признавал, что среди лиц, которые согласились на переход, есть много таких, кто совершил это из страха или старался продлить свою пастырскую деятельность под предлогом подчинения власти.
Работу инициативной группы лично контролировал тогдашний глава КПУ Никита Хрущёв. Об этом свидетельствует, в частности, письмо от 17 декабря 1945 Сталину, в котором писалось:
Будучи в Москве, я Вас информировал о проведенной работе по разложению униатской церкви и переходу униатского духовенства в православную церковь. В результате проведенной работы из числа униатского духовенства образовалась «инициативная группа»… При вручении документов работнику НКВД, который назвался референтом по делам вероисповеданий при СНК УССР, Даниленко, они просили при положительном решении вопроса письмо в Совет НК не публиковать, пока они второй документ не разошлют всему духовенству по епархиям. Все документы составлены церковниками, в редактировании их наши люди никакого участия не принимали.

## Львовский собор 1946 года
Кульминация «объединительной» кампании наступила на так называемом Львовском соборе в марте 1946, когда собрание избранных иерархов «аннулировало» Брестскую унию (этот собор не был согласован с каноническим правом). При этом формально сталинская власть не ликвидировала Грекокатолическую церковь. До 1949 г. в Русскую православную церковь была насильно влита Грекокатолическая церковь на Закарпатье, и аналогично осуществлено «объединение» в грекокатолической епархии Пряшева в восточной Словакии. В 1948 была ликвидирована уния в Румынии и введено православие в 10 украинских грекокатолических приходах в районах, граничащих с Закарпатьем. Грекокатолическая церковь была де-факто также отменена в Польше в 1947—1949 годах.
Грекокатолическая церковь в СССР после Второй мировой войны была представлена 4 епархиями с 2326 приходами, более 4000 храмов и около 3,5—4 млн верующих. Пастырское служение осуществляли 8 епископов и около 2400 священников. 4 епархии удерживали богословские академии, 4 духовные семинарии из 565 слушателями, а также 35 мужских монастырей с 155 монахами и 347 братьями и 123 женских монастыря с 979 монахинями.
Насильственное «объединение» не закончило существование Грекокатолической церкви. Выжила она в формально православных структурах как «подпольная» Униатская церковь, в ГУЛаге, в изгнании и в подполье на территории Западной Украины. Однако право на легальное функционирование она получила лишь на рубеже 1989—1990 годов.

## УГКЦ после смерти Сталина
Смерть Сталина в марте 1953, борьба за власть после него и кампания десталинизации, начатая Никитой Хрущёвым, оказали значительное влияние на Украинскую грекокатолическую церковь. Через несколько месяцев после смерти генерального секретаря, митрополит Иосиф Слипый, для которого 8-летний приговор закончился в апреле 1953, по приказу Берии был переведён из лагеря в Мордовии в Москву. В поисках союзников в борьбе за власть на Украине и в других нерусских республиках, Берия выступил против русификации Западной Украины. Его посланцы начали тайные переговоры с И. Слипым по нормализации отношений с Ватиканом и легализации грекокатолической церкви на Западной Украине. Переговоры с митрополитом были внезапно прерваны после ареста Берии. И. Слипый не принял предложения КГБ об отречении от верности Папе Римскому взамен на свободу и высокое положение в Русской православной церкви, был вновь приговорён к ссылке в Красноярский край, где находился в непонятном статусе полузаключённого до следующего ареста в 1958. В 1955—1956 годах, в связи с ликвидацией Хрущёвым системы лагерей ГУЛАГ, несколько грекокатолических священников и монахов были освобождены из лагерей, и им было разрешено вернуться в Западную Украину.
Среди них были два епископа: Николай Чарнецкий, который вернулся во Львов, и Иван Латишевский, епископ-помощник по Станиславовской епархии, вернувшийся в Станислав (ныне Ивано-Франковск). Хоть им и была запрещена пастырская деятельность, они продолжили свои епископские обязанности и посвятили определённое количество священников. Поскольку многие грекокатолические священники, которые формально служили как православные, обратились к епископам с просьбой об отпущении грехов и повторном принятии их в лоно Грекокатолической церкви, в 1956 епископ Чарнецкий принял решение, чтобы они продолжали оказывать пастырские услуги верующим в Православной церкви, тайно принадлежа к Грекокатолической церкви. Таким образом, нелегальная Грекокатолическая церковь, не имея никакой возможности легально служить верующим, формально утвердила своё присутствие в Православной церкви благодаря «подпольному» грекокатолическому духовенству — и даже пополняла в определенной степени ряды своих священников в «подпольных» грекокатолических духовных семинариях.

## Новое обострение курса относительно Грекокатолической церкви
Десталинизация, равно как и воссоздание Грекокатолической церкви в Польше в 1956—1957 годах, вернули надежду на повторную легализацию Грекокатолической церкви в Западной Украине. Поступило огромное количество спонтанных обращений от верующих о легализации, а несколько приходов отказались от православия. Опубликованная в декабре 1957 резолюция, принятая на конференции деканов Львовской епархии, которая состоялась в Почаевской лавре в октябре, разбила эти надежды. Резолюция отчётливо подчеркнула, что отношение советского правительства к Украинской грекокатолической церкви не изменилось, и она по-прежнему рассматривалась как орудие в руках «врагов отечества».
Недвусмысленным сигналом обострения позиции власти по Грекокатолической церкви стал арест весной 1958 ссыльного митрополита И. Слипого под предлогом нелегальных контактов с духовенством и передачи пастырских и других писем. После длительных слушаний в июне 1959 на закрытом процессе в Киеве он был осуждён дополнительно на 7 лет заключения. И только переговоры между Папой Иоанном XXIII и Н. Хрущёвым в 1961—1963 годах принесли освобождение митрополита из заключения в конце января 1963. 4 февраля 1963, после тайного назначения Василия Величковского епископом-экзархом Львова, И. Слипый покинул Москву и отправился в Рим. Но ватиканско-московское сближение не улучшило положения Грекокатолической церкви на Украине — очень быстро возобновились репрессии против действующих в подполье униатских епископов и духовенства.
Относительное улучшение отношений совпало с конечной фазой «десталинизации» советской антирелигиозной политики, проводимой Хрущёвым, главной целью которой в конце 50-х годов стала Русская Православная церковь. Перед смещением Хрущёва в конце 1964 было закрыто много православных святынь, монастырей и духовных семинарий.
Стремясь улучшить отношения с Кремлём, Московский патриархат восстановил свои функции вдохновителя и защитника советской внешней политики. Русская православная церковь в 1960 вступила во Всемирный совет церквей и установила контакты с Ватиканом. Важным вопросом в отношениях патриархата с Ватиканом стала нелегальная в СССР Украинская грекокатолическая церковь. Наибольшим желанием Москвы в этом плане был отказ папы от униатов, что привело бы к «настоящему» сближению между русским православием и католиками. Задачей-минимум было сохранение статуса-кво и удержание Ватикана от легализации Грекокатолической церкви в мировом масштабе.
Московский патриархат надеялся, что сближение с папой нейтрализовало бы давление униатских эмигрантских кругов на Ватикан и одновременно деморализировало бы подпольную Церковь на Украине. В обоих случаях патриархат достиг нескольких успехов во время понтификата Павла VI, который совпал с периодом управления Л. И. Брежнева.

## Брежневский период
Грекокатолическое духовенство, не уничтоженное дисциплинарными санкциями в 1965—1966 годах, в середине 1966 начало отправлять службы по воскресеньям и важным праздникам в недействующих церквях на Западной Украине, проверяя, как эти действия будут восприняты властью. В августе 1967 около 200 церквей было таким образом открыто украинскими католиками в Галиции, а большое число «принятых» в лоно Православной церкви священников тайно искало возможность возвращения в лоно Грекокатолической церкви.
Многочисленные обращения о легальной регистрации украинских грекокатолических приходов были отвергнуты властями. В июле 1967 г. львовский отдел КГБ и окружной комиссар Совета по делам религий заявили епископу Величковскому, что:
- действия грекокатолического духовенства (открытие церквей, публичное отправление служб, проповеди) вне закона и будут сразу со всей строгостью наказаны;
- грекокатолические приходы не могут быть зарегистрированы, поскольку Грекокатолическая церковь, по мнению властей, была союзником немцев, — и как подрывная, скомпрометированная и осуждённая народом структура была ликвидирована;
- желающие украинские грекокатолики могут ходить в римско-католические костёлы;
- даже под другим названием, например «католики восточного обряда», униаты не будут зарегистрированы и признаны, поскольку нет закона, который бы санкционировал такие шаги.

Но, несмотря на эти предостережения, большинство активного духовенства открыто продолжало пастырскую деятельность. Восстановление легального положения Грекокатолической церкви в соседней Чехословакии в июне 1968 (что не было отменено после советского вторжения в августе) и последовавшее возвращение большинства приходов, отданных в 1950 г. поддерживаемой правительством Православной церкви, ободрило униатов в Галиции и склонило кардинала И. Слипого к передачи в 1968 г. меморандума в Президиум Верховного Совета УССР с призывом к легализации Церкви. Встреча председателя Верховного Совета СССР Николая Подгорного с Папой Павлом VI 30 июня 1969 также привела к возникновению бесплодных, как оказалось, надежд на быстрый перелом в ватикано-советских переговорах о легализации Грекокатолической церкви.
Но, так же как в 1957 г., перспектива того, что УГКЦ выйдет из подполья, заставила Русскую православную церковь в 1968 г. требовать от власти заверения недопущения этого. В октябре 1968 началась новая волна репрессий против Украинской грекокатолической церкви. Её кульминацией в 1968—1969 годах был арест и заключение епископа Величковского и двух подпольных священников. В провинции пустые церкви, используемые грекокатоликами, уничтожались местными властями или использовались для различных светских целей; несколько было преобразовано в музеи атеизма. В некоторых местностях дошло до столкновений между милицией и верующими, а в нескольких случаях верующие были грубо избиты или временно задержаны милицией. На священников, замеченных при отправлении службы, накладывались штрафы.
Эта новая волна репрессий совпала с атакой Москвы на политические выступления на Украине, проявлением которых была поддержка украинскими диссидентами восстановления Грекокатолической церкви. Начало 1970-х годов также характеризовалось значительным ростом клеветнических и угрожающих публикаций в средствах массовой информации.
Новые атаки разделили грекокатолическое духовенство в вопросе относительно перспектив легализации их церкви. Многие поддались мысли, что режим никогда не признает Церковь и возможно «компромиссное» решение, упоминавшееся функционерами КГБ во время допросов. Но это был только подвох, имевший целью отмену, разобщение и деморализацию подпольной Церкви. Другие в дальнейшем искали какой-то modus vivendi и надеялись на какое-то ватикано-московское решение, которое бы способствовало признанию статуса Грекокатолической церкви.
В 1972—1973 годах украинские католики направили в правительство много заявлений о легализации Церкви, однако страх перед репрессиями осложнял сбор подписей. Петиция, привезённая в Москву в феврале 1973 делегацией под руководством o. Владимира Прокопива, насчитывала 1200 подписей.
Инициатива отца Прокопива, который решился зарегистрировать Церковь под продиктованными властью условиями, не нашла большой поддержки среди униатского духовенства. Эти предложения выглядели как ещё одна попытка раскола Церкви изнутри. Заключительный акт Организации по безопасности и сотрудничеству в Европе (ОБСЕ) в Хельсинки в августе 1975 означал важный шаг на пути установления международного контроля прав человека в СССР, особенно свободы вероисповедания. Для подпольной униатской церкви, наиболее крупной запрещённой религиозной группы в Советском Союзе, Хельсинкский процесс, со своими регулярными Обзорными конференциями, привлечением независимых контрольных органов за границей и неформальных хельсинкских групп в СССР (украинская группа была создана в ноябре 1976), открыл путь к интернационализации Грекокатолической церкви. Начиная с конференции в Белграде в конце 1977, вопрос нарушения религиозных прав украинских грекокатоликов постоянно прямо или косвенно поднимался в выступлениях и документах американской, канадской, ватиканской делегаций и делегаций других западных стран, оказывая на советское правительство ощутимое давление.
В конце весны 1978 была осуществлена ещё одна попытка найти решение по формуле «Римско-католическая церковь восточного обряда», скорее всего по инициативе украинской власти. Инициативная группа наметила устав такой Церкви, предлагая, чтобы её главой папа определил римско-католического епископа из Литвы, тем самым стремясь ограничить деятельность духовенства литургиями и обрядами (финансы и администрирование приходских дел должны были осуществляться светскими приходскими консультативными советами, как это гарантировалось советским законодательством в сфере «верований»).
5 июня 1978 проект устава был предложен Совету по делам религий в Москве, однако этот процесс не получил дальнейшего развития. Даже если бы власть не медлила с ответом, подозрительность в отношении будущего направления ватиканской «восточной политики» могла бы вскоре определить судьбу проекта. 6 августа 1978 умер папа Павел VI. После внезапной смерти 29 сентября того же года его преемника — Иоанна Павла I — очередным папой стал 16 октября 1978 Иоанн Павел II.

## Иоанн Павел II и конфронтация в деле Грекокатолической церкви

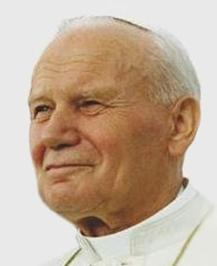
Папа Римский Иоанн Павел II

Восхождение на Святой Престол Иоанна Павла II означало введение Ватиканом политики поддержки Украинской грекокатолической церкви. Опасения советской власти относительно намерений нового папы были подтверждены публикацией письма кардиналу Иосифу Слепому, написанного 19 марта 1979 года, которое касалось 1000-летия Крещения Руси, приходившегося на 1988 год. В своем письме Иоанн Павел II подчеркнул сохраняющуюся актуальность Брестской унии, выразил уважение к украинскому грекокатолическому епископату, духовенству и верующим, подвергающимся несправедливости и преследованиям во имя Христа и демонстрирующим веру в Бога и Церковь. Косвенно направляя свои слова к советскому правительству, папа ссылался на Всеобщую декларацию прав человека, призывая власти позволить каждому верующему исповедовать его собственную веру, как и участвовать в общественной жизни Церкви, к которой данное лицо принадлежит.
Письмо папы к И. Слипому вызвало потрясение и беспокойство в ватиканском Секретариате по делам христианского единства под руководством кардинала Йоханнеса Виллебрандса, а также спровоцировало враждебную реакцию Москвы. Московский патриархат сразу отложил богословскую встречу с представителями Римско-католической церкви в Одессе, а 4 сентября 1979 представитель патриархата, ответственный за зарубежные отношения, митрополит Ювеналий, написал кардиналу Виллебрандсу, угрожая «публичной критикой», если Виллебрандс быстрее не объяснит «точного назначения» папского послания И. Слипому. Не успокоенная дипломатичным ответом Виллебрандса Москва запротестовала вновь после того, как Иоанн Павел II в 1980 созвал Чрезвычайный мировой синод украинских епископов, на котором утвердил выбор архиепископа Мирослава Любачивского в качестве коадъютора с правом правопреемства после архиепископа Львова И. Слипого, обеспечивая преемственность грекокатолической метрополии в Галичине. Дальнейшее обострение отношений на линии Москва—Ватикан произошло, когда синод украинских епископов снова собрался в Риме, где 2 декабря 1980 принял постановление, однозначно и чётко определившее Львовский собор 1946 как канонически недействительный.
Протест патриарха вызвал широкую дискуссию в курии на тему приоритетов в политических и экуменических отношениях Ватикана с Москвой и влияния московского недовольства на позицию Римско-католической церкви в советском блоке. Ответ папы был направлен 24 января 1981 и являлся компромиссом, который не мог удовлетворить ни патриархат, ни украинских грекокатоликов: Апостольская столица, выражая неизменную позицию, которая признавала права Украинской грекокатолической церкви, желала, чтобы заявление[какое?] сначала оказалось в прессе и появилась возможность просмотра документов[каких?]. По той же причине Рим немедленно сообщил всем нунциатурам в странах, где проживали общины украинских грекокатоликов, о том, что эти тексты не получили одобрения и не имели официального характера.
Ситуация в советской прессе весной 1980 года не оставляла сомнений, что Иоанн Павел II рассматривается как удобный и грозный враг. Поэтому и была развернута антипапская и антиуниатская кампания, которой на Украине руководил Леонид Кравчук. Он проинформировал конференцию православных епископов, что власть на Украине начала массовые пропагандистские акции и осуществила административные меры с целью борьбы с поддерживаемой Ватиканом «националистически-религиозной подрывной акцией».

## Переходный период
Последние годы правления Брежнева и переходное правление Ю. В. Андропова и К. У. Черненко характеризовались ростом политического контроля, атакой любых проявлений идеологических отклонений и эскалацией так называемой контрпропаганды против таких воздействий извне, как национализм, католицизм, религиозный фундаментализм, сионизм и американский империализм. В то время как постепенно происходило «патриотическое» сближение между Кремлём и Русской православной церковью, запрещённая Украинская грекокатолическая церковь была подвергнута очередной волне репрессий. В течение первой половины 1980 г. было убито трое униатских священников, а в начале 1981 трое других были арестованы. В то же время советские спецслужбы применяли новые, изощрённые методы проникновения и манипулирования с целью разделения подпольной Церкви и нарушения её устойчивости за рубежом.
Также в начале 1980-х годов некоторые священники и заинтересованная светская молодежь приняли усилия для распространения за рубежом информации о драматическом положении униатов и об их действиях для утверждения Церкви. В сентябре 1982 под руководством Иосифа Терели сформировалась «Инициативная Группа в деле защиты прав верующих и Церкви». После ареста Терели и осуждения его к лишению свободы на один год в декабре 1982 руководство перешло к Василию Кобрину, который в свою очередь был приговорён к 3 годам принудительных работ в ноябре 1984. С начала 1984 Группа начала нерегулярно распространять бюллетень «Хроника Католической церкви на Украине», в основном подготовленный Иосифом Терелей.
Одной из причин появления бюллетеня, кроме негативной атмосферы вокруг движения за легализацию Украинской грекокатолической церкви, было чувство углублявшегося кризиса в подпольной Церкви. Источником этого кризиса было старение и вымирания священников, которые были обучены в «нормальных» условиях (перед запретом Церкви) и не могли быть замещены таким же количеством хорошо подготовленных молодых священников. Другой причиной было то, что на протяжении почти 40 лет становилось всё больше «криптокатоликов», посещавших православные храмы. В их среде работало новое поколение ортодоксальных священников, которые не воспитывались в униатской традиции, постепенно отходили от украинской грекокатолической церкви и могли не вернуться к ней, пока та была в подполье и не получила признания режима.
7 сентября 1984 в Риме скончался кардинал И. Слипый. Его преемником стал, как планировалось, архиепископ Мирослав Любачивский, которого 25 мая 1985 папа Иоанн Павел II назначил кардиналом.

## Состояние УГКЦ в начале правления Горбачёва
Приход на наивысшую должность в партийном руководстве М. С. Горбачёва и начало перестройки принесли много политических уступок. В 1986—1987 годах почти все украинские политические и религиозные заключённые были освобождены и доказали, что являются основой восстановленного движения за человеческие, национальные и религиозные права на Украине.
В то время как уменьшались опасения перед массовыми политическими репрессиями, подпольная Церковь становилась смелее и заметнее. Испытывая пределы реформ Горбачева, возобновила активность Инициативная Группа, название которой в конце 1987 — после выезда И. Терели в Канаду — было изменено на «Комитет защиты Украинской католической церкви», во главе которого стал недавно освобождённый из заключения политический диссидент Иван Гель.
Комитет начал издавать не проверявшийся цензурой журнал «Христианский голос» вместо «Хроники». Пользуясь наступлением гласности, украинские католические деятели организовали кампанию возвращения Церкви довоенного статуса — отправляли публичные службы для большого количества грекокатолических верующих, особенно в местах паломничества, собирали подписи под требованиями восстановления грекокатолических церквей, полной реабилитации и легализации Церкви, поощряли публичную конфронтацию с властью в сфере конституционного права украинских католиков на религиозное признание. Используя поддержку неукраинских диссидентских групп в Советском Союзе, Комитет начал также предоставлять западным средствам массовой информации письменные и записанные аудио- и видеокассеты доказательств существования массовой поддержки восстановления Грекокатолической церкви, а также свидетельства о репрессиях по отношению к ней со стороны советских властей.
В начале августа 1987 группа украинских грекокатолических священников, монахов и светских лиц, среди которых были епископы Павел Василик и Иван Семедий, объявила, что «выходит из подполья» и призвала Папу Римского, чтобы он «поддержал всеми возможными способами легализацию Украинской грекокатолической церкви в СССР». Вскоре другие украинские католические епископы, в том числе митрополит Владимир (Стернюк) из Львова и епископ Софрон (Дмитерко) из Ивано-Франковска, присоединились к желающим легализации. Папа Иоанн Павел II многократно высказывался относительно украинских католиков в СССР, большие надежды связывались с предстоящими торжествами по случаю 1000-летия крещения Украины-Руси.
Папа праздновал тысячелетие совместно с руководителями Украинской грекокатолической церкви и пилигримами в Риме в июле 1988. Свой приезд он поставил в зависимость от возможности пастырского визита в украинскую грекокатолическую церковь, а также потребовал символической платы за отправку делегации высокого ранга на торжества в Москве и Киеве — официальной встречи между кардиналами Агостино Казароли и Йоханнесом Виллебрандсом и делегацией Украинской грекокатолической церкви под руководством епископов Филимона Курчаба и Павла Василика, которая должна была состояться в Москве 10 июня.
17 сентября 1988 владыка Павел Василик был приглашен в Москву, где за круглым столом обсуждались дела, связанные с УГКЦ в СССР. Участниками этой встречи также были четверо американских сенаторов и представители Верховного Совета СССР.
Однако советские чиновники в Москве и на Украине, которые долго отрицали существование Украинской грекокатолической церкви, отвергли инициативы по легализации. Советский пресс-секретарь аргументировал это тем, что легализация является внутренним делом Русской православной церкви, а та — против каких-либо изменений существующего положения на Западной Украине. Чиновники заявили, что Украинская грекокатолическая церковь не является религиозной организацией, а «чисто политической», «националистической» и «сепаратистской» и не подлежит регистрации как вероисповедание — и дальше утверждалось, что Униатская церковь поддерживает националистических лидеров на Украине и за рубежом.
Русская православная церковь, положение которой с 1987 значительно улучшилось и в стране, и за рубежом, высказывалась против отмены сталинского запрета на деятельность грекокатолической церкви, а также против выхода принудительно «присоединённых» к Московскому патриархату униатских епархий и приходов в Галиции и Закарпатье.
Летом 1988 года властями были приняты новые репрессивные указы об общественных собраниях и демонстрациях «без разрешения», направленные против украинского католического духовенства и светских активистов, которые накладывали на них очень большие штрафы и административные наказания. В конце 1988 советская власть отреагировала на стремление легализовать украинскую грекокатолическую церковь передачей более 700 до тех пор закрытых провинциальных униатских церквей наспех сформированным православным «двадцаткам» (тогдашние положения определяли, что 20 верующих могут направить представление на регистрацию религиозной общины), в первую очередь в местностях, где преобладали грекокатолики.
7 февраля 1989 делегация УГКЦ во главе с Павлом Василиком отбыла в Москву для переговоров, на которых потребовала от центральной власти СССР признания УГКЦ.
Ожидалось, что новые законы о свободе совести, которые должны были вступить в силу, будут способствовать легализации Украинской грекокатолической церкви. Но в мае 1989 года Киевский митрополит Филарет объявил на пресс-конференции во Львове, в присутствии председателя Совета по делам религий на Украине Н. А. Колесника, что новый закон «не реанимирует» униатов, и предложил, чтобы украинские грекокатолики посещали действующие римско-католические церкви, а те, кто тесно связывает себя с восточным обрядом, ходили в православную церковь. Он также высказался, что легализация униатской церкви может спровоцировать столкновения между православными и грекокатоликами.

## Радикализация движения за легализацию УГКЦ

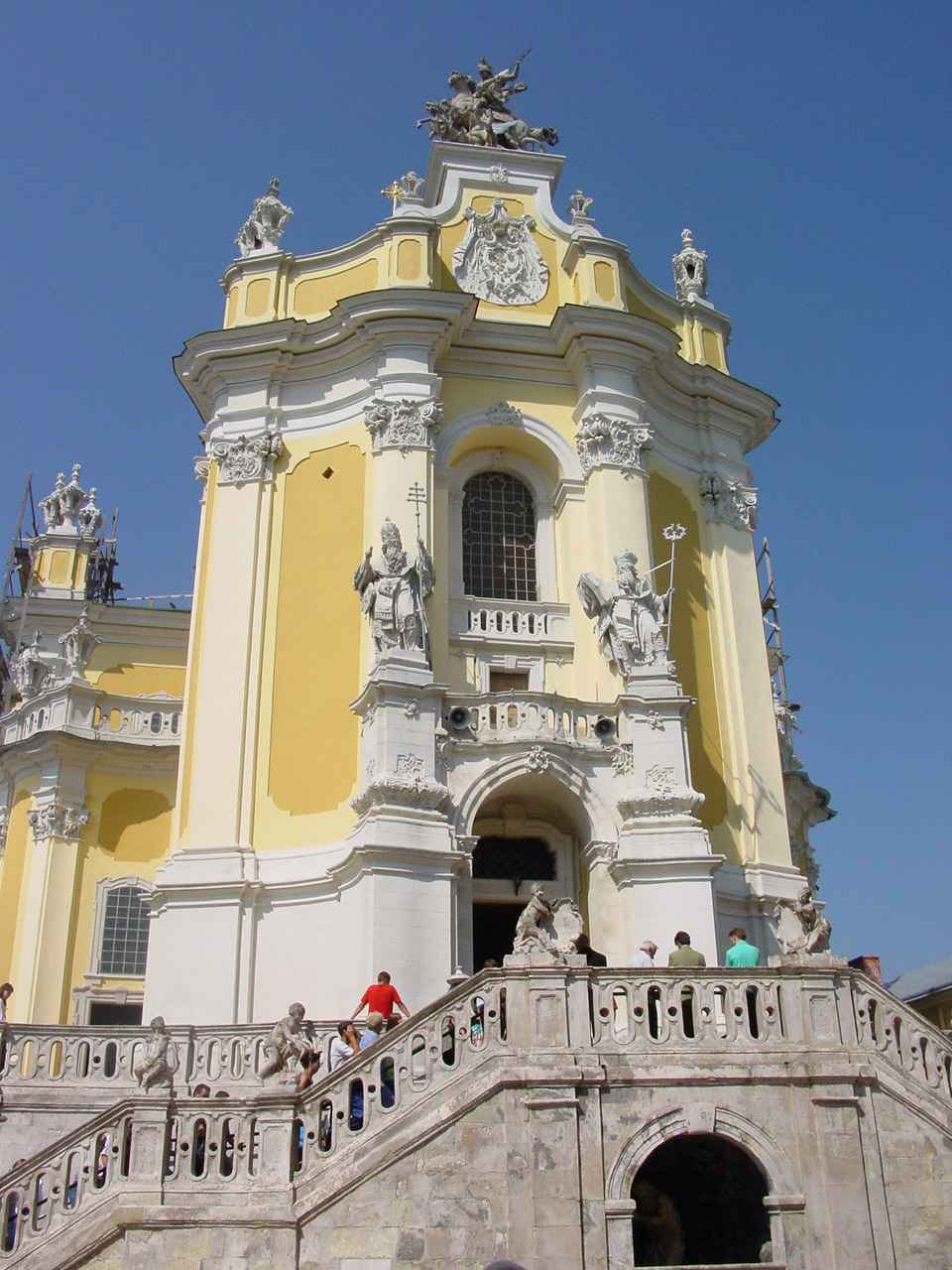
Собор святого Юра во Львове

В ответ на заявление митрополита Филарета о том, что Украинская грекокатолическая церковь никогда не будет легализована, 4 епископа и 10 священников 16 мая 1989 подали обращение к Горбачёву, в котором опровергли 160 политических обвинений в адрес Церкви, декларировали поддержку реформ Горбачева и требовали легализации УГКЦ.
16 мая 1989, накануне Съезда народных депутатов СССР, в Москву вновь прибыла делегация в составе епископов Павла Василика, Софрона Дмитерко, Филимона Курчабы, священников Г. Симкайло, В. Вийтишина (ныне митрополит Ивано-Франковский), Т. Сенькива (ныне апостольский администратор Стрыйской епархии, Игоря Возьняка (ныне митрополит Львовский) и множества верующих, чтобы встретиться с Президиумом Верховного Совета СССР.
После того, как представители власти 17 мая не появились на назначенную встречу, епископы и священники в Москве начали голодовку, которое привлекло внимание иностранного телевидения и попало на первые полосы газет. 18 мая делегацию принял представитель Президиума ВС СССР, которому передали обращение к Горбачёву. После отъезда делегации различные группы грекокатоликов по очереди проводили голодовку в течение 4 месяцев. Эти голодания сопровождались публичными молитвами и агитацией украинских делегатов Съезда народных депутатов СССР, 4 из которых безуспешно пытались поднять вопрос легализации УГКЦ на сессиях Совета. Деятельность украинских грекокатоликов в Москве привлекла внимание не только международной общественности, но и получила поддержку русских православных диссидентов и демократических кругов. Но самым достижением голодающих в Москве стало благосклонное освещение событий реформаторской газетой «Московские новости». Впервые газета подвергла сомнению официальную советскую версию об «объединении униатов» и обвинила Русскую православную церковь в поддержке репрессивных методов Сталина по отношению к сторонникам Грекокатолической церкви.
Легализация Украинской грекокатолической церкви могла серьезно подорвать позиции Русской православной церкви в Западной Украине, поэтому Московский патриархат и партийный аппарат Владимира Щербицкого решительно выступали против этого. В мае-июне 1989 дело Униатской церкви привело к расколу в рядах советских политиков, задерживая принятие долгожданного закона «О свободе совести». Также оно привело к тому, что Ю. Н. Христораднов заменил К. М. Харчева на посту председателя Совета по делам религий СССР. Ю. Б. Кашлев, глава советской делегации на Венской конференции, выразил мнение, что каждое вероисповедание имеет право на регистрацию. В дискуссиях о Грекокатолической церкви проблема, которая до сих пор считалась внутренним делом Православной церкви, была перенесена в сферу ответственности государства. Кашлев также подчеркнул, что вопрос об униатах следует решить быстрее.
Основным событием, которое смогло ослабить сопротивление легализации Грекокатолической церкви, стала беспрецедентная демонстрация 17 сентября 1989 во Львове, в которой, по официальным данным, приняли участие около 100 тысяч сторонников Грекокатолической церкви. Большие демонстрации проходили и в других городах Западной Украины. Движение за легализацию, возглавляемое Иваном Гелем, было усилено украинской городской интеллигенцией, которая организовывалась в различные неформальные общества, в том числе в Народное движение Украины за перестройку.
20 сентября Щербицкий и Чебриков были выведены из Политбюро ЦК КПСС, а 28 сентября Щербицкого на должности 1-го секретаря КПУ заменил Владимир Ивашко. Таким образом, с верхушки КПУ были устранены сторонники предыдущего курса относительно УГКЦ. Пленум ЦК КПУ, который состоялся 18 октября, отразил углубление неопределённости ЦК относительно будущего статуса Украинской грекокатолической церкви.
На фоне усиления напряжения приход святых Петра и Павла Русской православной церкви во Львове 19 августа 1989 объявила себя частью Украинской автокефальной православной церкви (УАПЦ). Вскоре два львовских прихода сделали то же, а затем эти шаги повторили несколько сотен приходов по всей Галичине. Власть сначала наложила на них административные санкции, но позже их отменила, стремясь избежать конфронтации с приходами и местными ячейками НРУ, которые распространили своё влияние на УАПЦ. Не исключено, что советские чиновники видели «меньшее зло» в сторонниках автокефалии, чем в униатов. Возможно, власти надеялись на конфликт между униатами и сторонниками автокефалии, который мог бы расколоть изнутри украинское национальное движение.
22 октября 1989 епископ Русской православной церкви Иоанн Боднарчук (галичанин по происхождению), который только оставил епископскую службу в Житомире, принял руководство над Автокефальной церковью.
29 октября украинские грекокатолики под руководством молодого священника Ярослава Чухния мирно заняли одну из самых многочисленных церквей — Преображения Господнего. До возвращения Собора святого Юра в августе 1990 эта церковь стала центром грекокатолицизма в Галиции.
26 ноября, за неделю до встречи Горбачёва с папой Иоанном Павлом II в Риме, во Львове состоялась демонстрация с требованиями возвращения Собора святого Юра грекокатоликам при участии свыше 100 тыс. верующих УГКЦ.

## Частичное признание Грекокатолической церкви
Апостольская Столица постоянно поднимала вопрос прав украинских грекокатоликов в многочисленных контактах с Кремлём с момента потепления советско-ватиканских отношений в начале 1960-х годов — хотя и без должного отклика. В июне 1988 г. Ватикан вновь объявил о своём стремлении к легализации УГКЦ, когда делегация под руководством кардиналов Казароли и Виллебрандса участвовала в торжествах в Москве по случаю 1000-летия Крещения Киевской Руси.
Горбачев ответил на предложения папы лишь в августе 1989. Была установлена переписка между Кремлём и Московским патриархатом с одной стороны, и Апостольской Столицей — с другой. Горбачёв утверждал, что Ватикан и Московский патриархат должны достичь консенсуса в грекокатолическом вопросе. Впоследствии в письме патриарха Пимена к папе от 16 августа 1989 было предложено решение, неприемлемое для Ватикана: фактическая ликвидация Грекокатолической церкви путём присоединения к Православной церкви тех униатов, которые ставили восточный обряд выше католической догмы, и к Римско-Католической церкви — тех, кто больше склонялся к католицизму.
Стратегия Москвы заключалась в извлечении пользы от расхождений в Грекокатолической церкви между её «восточной» и «римской» ориентациями, от накопленных недоразумений между Ватиканом и автономным движением в эмиграционной УГКЦ, выступавшим за назначение отдельного патриарха для грекокатоликов вне Украины. Компромиссную формулу обсудили во время визита в Москву секретаря Ватикана по международным отношениям, архиепископа Анджело Содано в Москву 19-21 октября 1989 и его встречи с Горбачёвым, министром иностранных дел СССР Э. А. Шеварднадзе и председателем Совета по делам религий Ю. Н. Христорадновым. Ватикан получил заверения, что новый закон о свободе совести и религиозных организациях легализует УГКЦ, но советская сторона настаивала, чтобы отдельные аспекты легализации были согласованы Ватиканом, Кремлём и Московским патриархатом на основе тесного экуменического диалога между Римско-Католической и Русской Православной церквями.
Надежды папы на признание Украинской грекокатолической церкви в СССР вновь прозвучали в его ответе на августовское письмо патриарха Пимена, представленное 1 ноября Синоду кардиналом Виллебрандсом и его преемником на посту председателя Папского совета по делам содействия христианскому единству, архиепископом Э. Кассиди. Московский патриархат согласился только на то, что грекокатолики имеют право на легальное вероисповедание. Вопрос их допуска к пастырским должностям и другие нерешенные проблемы надлежало оставить для будущих переговоров между Ватиканом и Патриархатом. Таким было фактически окончательное решение Русской православной церкви, объявленное папе в послании патриарха Пимена, привезённом в Рим митрополитом Ювеналием 27 ноября.
Встреча Горбачёва с папой 1 декабря 1989 обозначила сближение между Ватиканом и Кремлём. Папа Римский снова выразил стремление к возможности свободного вероисповедания для римо- и грекокатоликов, а Горбачёв заверил Иоанна Павла II, что будущий закон о свободе совести даст всем религиозную свободу. В итоге было достигнуто соглашение относительно установления двусторонних дипломатических отношений, а Папа принял приглашение Горбачева посетить СССР. Утверждая, что открытая легализация униатской церкви вызвала бы религиозное беспокойство в Западной Украине и привела бы к конфликту с Московским патриархатом, Горбачев отказался возложить на власть непосредственную ответственность за решение проблемы УГКЦ, оставляя эти вопросы для решения на основе экуменического диалога между Московским патриархатом и Ватиканом.
1 декабря 1989 советское пресс-агентство «Новости» и средства массовой информации в Западной Украине кратко изложили «Декларацию Совета по делам религий, направленную в Совет Министров УССР», датированную 20 ноября. Львовская пресса назвала «Декларацию» фактическим признанием прав до сих пор запрещённой Украинской грекокатолической церкви. Но в Декларации утверждалось, что грекокатолики могут пользоваться всеми правами, предусмотренными законом о регистрации обществ в СССР, при условии неукоснительного соблюдения Конституции СССР и законодательства в сфере верований. Все культовые сооружения, самовольно захваченные верующими УГКЦ, должны быть возвращены местным властям. Передача этих зданий религиозным объединениям будет реализована по воле самих верующих. «Декларация» предусматривала проведение в случае необходимости местных референдумов с участием независимых наблюдателей и предостерегала от какого-либо влияния на верующих.
Одновременно председатель Совета СССР по делам религий М. П. Колесник пояснил, что Совет не рассматривал каноничность структуры и иерархии Украинской грекокатолической церкви, а лишь право «группы верующих» по ходатайству о государственной регистрации (признании) и возможность разгосударствления недействующих культовых сооружений. Не было речи ни о возвращении церквям церковного имущества и собственности, национализированных государством, ни об аннулировании решения Львовского псевдособора 1946, формальной реабилитации Церкви или компенсации нанесенного ей ущерба.
В ответ на обещание легализации украинские грекокатолики начали забирать свои бывшие церкви обратно у Русской православной церкви. В начале января 1990 более 120 церквей были возвращены в Галичине. К концу месяца это число выросло до 230 на территории Львовской и Тернопольской епархий и 140 — на территории Ивано-Франковской епархии.
К июню грекокатолики вернули 803 храма в новообразованных (хотя в большинстве своем незарегистрированных) униатских приходах в Львовской епархии, около 500 — в Ивано-Франковской епархии и 12 — на Закарпатье. Около 370 православных священников перешло в УГКЦ в Галичине. Это увеличило общее количество грекокатолических священников до 767 (включая 186 монахов). К июню в Галичине в целом было создано 1592 грекокатолических прихода, забрано 1303 храма. В создававшиеся духовные семинарии было принято 485 слушателей. Около 700 сестёр-монахинь вели активную деятельность в Грекокатолической церкви в Западной Украине. Около 500 православных приходов перешло к УАПЦ.
Массовое возвращение грекокатоликами их бывших храмов вызвало волну протестов в кругах Московского патриархата. Они обвинили униатов в незаконном занятии храмов, угрозах православным верующим и преследовании духовенства.
Изменение положения партийно-правительственного аппарата УССР повлияло также на Русскую православную церковь. В 1989 руководство экзархата считало необходимым сделать ряд уступок относительно украинского языка. В январе 1990 украинский экзархат РПЦ получил новое название — Украинская православная церковь (УПЦ). После июня 1990 синод РПЦ выразил свою обеспокоенность уничтожением Церкви в пользу униатов и автокефальных «схизматиков» в Западной Украине, и специальная комиссия Священного Синода во главе с новоизбранным московским Патриархом Алексием II посетила Украину.
В ответ на провозглашение 16 июля Декларации о государственном суверенитете Украины в октябре Русская православная церковь гарантировала «самоуправление» Украинской православной церкви, которая, однако, оставалась неотъемлемой частью Московского патриархата. Образование УАПЦ — хотя в то время и ограниченной территорией Галичины — представляло собой гораздо большую долгосрочную угрозу для РПЦ, чем возрождение УГКЦ, поскольку автокефальная церковь имела сторонников на традиционно православных территориях Восточной Украины.
19 августа Украинская грекокатолическая церковь вернула исторический собор Святого Юра во Львове, а 1 ноября — и прилегающий к нему дворец. В сентябре 250 студентов начали обучение в Архиепархиальной семинарии в Рудно, ещё 47 семинаристов учились в семинарии в Дрогобыче. В Ивано-Франковске около 300 студентов-теологов посещали импровизированные лекции. Василиане открыли малую семинарию для 70 студентов и новициат в Креховском монастыре.
В условиях дальнейшего роста напряженности между православными и грекокатоликами 10 сентября 1990 в Москве снова встретились делегации Ватикана и Московского патриархата, впоследствии к ним присоединились три грекокатолических епископа и их православные партнёры. Но 14 сентября русские православные делегаты оставили переговоры после того, как грекокатолическая сторона единодушно отвергла их требование возврата тогдашних униатских храмов во Львове и Ивано-Франковске. Вскоре трёхсторонняя межконфессиональная львовская окружная комиссия распалась, так как представители УПЦ и УАПЦ вышли из неё, жалуясь, что местная власть симпатизирует Грекокатолической церкви при распределении церковных храмов.
Осенью 1990 г. глава Украинской грекокатолической церкви кардинал Мирослав Любачивский заявил, что намерен посетить верующих на Украине весной 1991.